# فعالیت‌های سیا در ژاپن
فعالیت‌های سیا در ژاپن پس از جنگ جهانی دوم و زمانی که متفقین ژاپن را اشغال کردند، آغاز شد. چارلز ویلیوبی، که مسئول اطلاعات تحت فرمان داگلاس مک‌آرتور بود، چندین گروه ژاپنی به نام «کی‌کان» را برای جمع‌آوری اطلاعات ایجاد کرد. برخی از این گروه‌ها شامل افرادی بودند که متهم به جنایات جنگی بودند. سیا همچنین برنامه‌ای به نام «تاکه‌ماتسو» را برای جمع‌آوری اطلاعات درباره کره شمالی، جزایر کوریل و ساخالین آغاز کرد و از این گروه‌های کی‌کان استفاده نمود. یکی از این گروه‌ها به رهبری تاکوشیرو هاتوری، ادعا شد که قصد داشت دولت را سرنگون کند و نخست‌وزیر شیگرو یوشیدا را به دلیل مخالفت‌اش با ملی‌گرایی ژاپنی به قتل برساند.
ویلیوبی، که برای فرماندهی خاور دور آمریکا کار می‌کرد، تیمی متشکل از بیش از ۲۵۰۰ کارمند اطلاعاتی ایجاد کرد. سیا و اطلاعات نظامی چندین سازمان غیررسمی را ایجاد کردند، مانند «سازمان کانن»، که گفته می‌شد فعالان چپ‌گرا از جمله نویسنده کاجی واتارو را ربوده و شکنجه می‌کرد.
سیا نقش کلیدی در شکل‌دهی به سیستم سیاسی فعلی ژاپن داشت. آنها به تأمین مالی ایجاد حزب لیبرال با استفاده از پول‌هایی که از چین گرفته شده بود، کمک کردند. همچنین برای تأثیرگذاری بر حزب لیبرال دموکرات (LDP) برای پذیرش نوبوسوکه کیشی به عنوان نخست‌وزیر تلاش کردند. سیا به LDP در مورد سیاست‌های نظامی و امنیتی مشاوره می‌داد و یک سیستم مخفی برای تأمین مالی LDP از طریق تجارت تنگستن ایجاد کرد. علاوه بر تأمین مالی LDP، گفته می‌شود که سیا علیه حزب سوسیالیست ژاپن و تظاهرات ضد آمریکایی در اوکیناوا کار می‌کرد.
قبل از امضای پیمان سان فرانسیسکو، مأموران سیا به عنوان بخشی از پروژه BLUEBIRD به ژاپن آمدند تا تکنیک‌های کنترل ذهن را روی مظنونان به جاسوسی آزمایش کنند. اطلاعات ایالات متحده همچنین به ایجاد و مدیریت صندوق‌های مخفی معروف به صندوق M کمک کرد. گفته می‌شود این صندوق یوشیو کوداما، رابط سیا را ثروتمند کرد و او از آن برای پرداخت به گانگسترهای یاکوزا استفاده کرد تا از رئیس‌جمهور ایالات متحده دوایت آیزنهاور در طول سفر برنامه‌ریزی شده‌اش به ژاپن در سال ۱۹۶۰ محافظت کنند، که بعداً لغو شد.